# Kupa e Shqipërisë 2017-2018
La Kupa e Shqipërisë 2017-2018 è stata la 66ª edizione della coppa nazionale albanese. Il torneo è cominciato il 6 settembre 2017 e si è concluso il 27 maggio 2018. La squadra campione in carica era il Tirana. Lo Skënderbeu ha vinto il trofeo per la prima volta nella sua storia.

## Formula
La competizione si svolge in turni ad eliminazione diretta con partite di andata e ritorno, tranne il turno preliminare che si gioca in partita unica. La squadra vincitrice si qualifica alla UEFA Europa League 2018-2019.

## Turno preliminare
| 6 settembre 2017 |             |       |
| Egnatia          | 3 – 1 (dts) | Vora  |
| Naftetari Kucove | 3 – 2       | Oriku |

## Primo turno
| Squadra 1                             | Totale          | Squadra 2         | Andata | Ritorno     |
| ------------------------------------- | --------------- | ----------------- | ------ | ----------- |
| 6 settembre 2017 / 5 ottobre 2017     |                 |                   |        |             |
| Adriatiku                             | 1 - 17          | Skënderbeu        | 0 - 8  | 1 - 9       |
| 13 settembre 2017 / 27 settembre 2017 |                 |                   |        |             |
| Elbasani                              | 0 - 6           | Luftëtari         | 0 - 3  | 0 - 3       |
| Tërbuni Pukë                          | 1 - 2           | Teuta             | 1 - 0  | 0 - 2       |
| Sopoti                                | 0 - 15          | Laçi              | 0 - 12 | 0 - 3       |
| Kastrioti                             | 0 - 4           | Vllaznia          | 0 - 0  | 0 - 4       |
| Dinamo Tirana                         | 1 - 6           | Flamurtari Valona | 0 - 2  | 1 - 4       |
| Besa Kavajë                           | 1 - 4           | Tirana            | 1 - 2  | 0 - 2       |
| Turbina Cërrik                        | 4 - 3           | Korabi            | 3 - 2  | 1 - 1       |
| Apolonia Fier                         | 2 - 2 (1-3 dtr) | Lushnja           | 1 - 1  | 1 - 1 (dts) |
| Shënkolli                             | 0 - 3           | Besëlidhja        | 0 - 2  | 0 - 1       |
| Tomori                                | 2 - 4           | Bylis Ballsh      | 0 - 3  | 2 - 1       |
| Burreli                               | 2 - 2 (gfc)     | Erzeni            | 2 - 1  | 0 - 1       |
| Shkumbini                             | 1 - 3           | Pogradeci         | 0 - 2  | 1 - 1       |
| Egnatia                               | 1 - 4           | Kukësi            | 1 - 0  | 0 - 4       |
| Naftetari Kucove                      | 2 - 13          | Partizani Tirana  | 2 - 6  | 0 - 7       |
| 13 settembre 2017 / 28 settembre 2017 |                 |                   |        |             |
| Iliria                                | 1 - 7           | Kamza             | 0 - 2  | 1 - 5       |

## Secondo turno
| Squadra 1                           | Totale | Squadra 2         | Andata | Ritorno |
| ----------------------------------- | ------ | ----------------- | ------ | ------- |
| 29 novembre 2017 / 13 dicembre 2017 |        |                   |        |         |
| Erzeni                              | 2 - 9  | Kukësi            | 1 - 4  | 1 - 5   |
| Besëlidhja                          | 1 - 4  | Skënderbeu        | 0 - 1  | 1 - 3   |
| Kamza                               | 1 - 5  | Teuta             | 1 - 1  | 0 - 4   |
| Bylis Ballsh                        | 2 - 4  | Luftëtari         | 2 - 1  | 0 - 3   |
| Lushnja                             | 2 - 3  | Laçi              | 1 - 3  | 1 - 0   |
| Turbina Cërrik                      | 3 - 11 | Flamurtari Valona | 1 - 6  | 2 - 5   |
| Tirana                              | 2 - 1  | Vllaznia          | 2 - 0  | 0 - 1   |
| 30 novembre 2017 / 13 dicembre 2017 |        |                   |        |         |
| Pogradeci                           | 0 - 4  | Partizani Tirana  | 0 - 1  | 0 - 3   |

## Quarti di finale
| Squadra 1                          | Totale     | Squadra 2        | Andata | Ritorno |
| ---------------------------------- | ---------- | ---------------- | ------ | ------- |
| 31 gennaio 2018 / 14 febbraio 2018 |            |                  |        |         |
| Teuta                              | 0 - 5      | Skënderbeu       | 0 - 2  | 0 - 3   |
| Laçi                               | 4 - 0      | Luftëtari        | 3 - 0  | 1 - 0   |
| Tirana                             | 1 - 2      | Kukësi           | 1 - 1  | 0 - 1   |
| Flamurtari Valona                  | 3 - 3 (gt) | Partizani Tirana | 1 - 0  | 1 - 2   |

## Semifinali
| Squadra 1                      | Totale     | Squadra 2         | Andata | Ritorno |
| ------------------------------ | ---------- | ----------------- | ------ | ------- |
| 4 aprile 2018 / 18 aprile 2018 |            |                   |        |         |
| Laçi                           | 1 - 1 (gt) | Kukësi            | 0 - 0  | 1 - 1   |
| Skënderbeu                     | 2 - 1      | Flamurtari Valona | 0 - 1  | 2 - 0   |

## Finale
| Arbitro: | Hamiti |

|                  |           |  |
| Lilaj 68’ (rig.) | Marcatori |  |